# جیمی برسلین
جیمی برسلین (انگلیسی: Jimmy Breslin; ۱۷ اکتبر ۱۹۲۸ – ۱۹ مارس ۲۰۱۷) روزنامه‌نگار، ستون‌نویس، رمان‌نویس، فیلم‌نامه‌نویس، نمایشنامه‌نویس و بازیگر اهل ایالات متحده آمریکا بود. وی تا زمان درگذشتش ستون‌نویس یکشنبه روزنامه نیویورک دیلی نیوز بود.

## دوران جوانی
برسلین در ۱۷ اکتبر ۱۹۲۸ در یک خانواده کاتولیک ایرلندی در جامائیکا، کوئینز، نیویورک به دنیا آمد. پدرش جیمز ارل برسلین، یک الکلی و نوازنده پیانو بود که یک روز برای خرید رول بیرون رفت و دیگر برنگشت. برسلین و خواهرش دیرد، در دوران رکود بزرگ اقتصادی توسط مادرشان، فرانسیس (کرتین)، معلم دبیرستان و بازرس دپارتمان رفاه شهر نیویورک پرورش یافتند.
برسلین از سال ۱۹۴۸تا ۱۹۵۰ در دانشگاه لانگ آیلند تحصیل کرد. وی بدون اینکه فارغ‌التحصیل شود از دانشگاه کناره‌گیری کرد.

## فعالیت و حرفه
جیمی رمان‌های زیادی نوشت و ستون‌های او به‌طور منظم در اغلب روزنامه‌های مختلف شهر نیویورک منتشر می‌شد. وی تا زمان بازنشستگی‌اش به عنوان یک ستون‌نویس منظم در روزنامه نیوزدی لانگ آیلند کار می‌کرد و تا ۲ نوامبر ۲۰۰۴ در این روزنامه خدمت کرد، هرچند همچنان مقالات خود را گاه به گاه برای چاپ در این روزنامه ارسال می‌کرد. وی به دلیل ستون‌های روزنامه‌اش که دیدگاه دلسوزانه‌ای از مردم طبقه کارگر شهر نیویورک ارائه می‌داد (در نیویورک کاملاً شناخته شده بود) و به خاطر تفاسیرش در ۱۹۸۶ و ستون‌هایی که به‌طور مداوم از شهروندان عادی حمایت می‌کرد، موفق به دریافت جایزه پولیتزر شد.
از فیلم‌ها یا برنامه‌های تلویزیونی که وی در آن نقش داشته‌است می‌توان به تابستان سام اشاره کرد.

## زندگی شخصی
برسلین دو بار ازدواج کرد. اولین ازدواج وی با رزماری دتولیکو بود که وی در ۱۹۸۱ درگذشت. آنها شش فرزند داشتند: پسران کوین، جیمز، پاتریک و کریستوفر و دختران رزماری و کلی. دخترش رزماری در ۱۴ ژوئن ۲۰۰۴، براثر بیماری نادر خونی درگذشت و دخترش کلی، ۴۴ساله، در ۲۱ آوریل ۲۰۰۹، در پی یک ایست قلبی در یک رستوران در شهر نیویورک درگذشت. برسلین از سال ۱۹۸۲تا زمان مرگش در ۲۰۱۷ با عضو سابق شورای شهر نیویورک، رونی الدریج ازدواج کرده بود.
برسلین کمی قبل از مرگ، برسلین برای مستندی در مورد خودش با پیت همیل مصاحبه کرد.

## مرگ
برسلین در ۱۹ مارس ۲۰۱۷بر اثر سینه‌پهلو در منزل خود در منهتن در سن ۸۸ سالگی درگذشت.

## فیلم‌شناسی
| سال  | عنوان                        | نقش         | یادداشت             |
| ---- | ---------------------------- | ----------- | ------------------- |
| ۱۹۷۸ | اگر یک بار دیگر تو را می‌بینم | ماریو مارین |                     |
| ۱۹۸۰ | به پوگو می‌روم                | بریج‌پورت    | صدا                 |
| ۱۹۹۹ | تابستان سام                  | او          | (نقش نهایی در فیلم) |